# Sciara attenuata
Sciara attenuata är en tvåvingeart som först beskrevs av Rubsaamen 1898.  Sciara attenuata ingår i släktet Sciara och familjen sorgmyggor.
Artens utbredningsområde är Grönland. Inga underarter finns listade i Catalogue of Life.